# Someone You Loved
Someone You Loved è un singolo del cantautore britannico Lewis Capaldi, pubblicato l'8 novembre 2018 come terzo estratto dal secondo EP Breach e incluso nel primo album in studio Divinely Uninspired to a Hellish Extent.
È stato candidato ai Grammy Awards 2020 nella categoria di canzone dell'anno ed è stato riconosciuto nella medesima categoria ai BRIT Awards 2020.

## Video musicale
Il video è stato reso disponibile l'8 febbraio 2019 attraverso il canale Vevo-YouTube del cantante. Nel video, diretto da Phil Beastall, compare l'attore Peter Capaldi, parente di Lewis. Le riprese si sono svolte a Buxton a fine gennaio 2019. Il video è stato effettuato in collaborazione con l'organizzazione caritativa Live Life Give Life al fine di sensibilizzare sul tema della donazione di organi.

## Tracce
Testi e musiche di Lewis Capaldi, Benjamin Kohn, Peter Kelleher, Tom Barnes e Sam Roman.
Download digitale, streaming
1. Someone You Loved – 3:02

Download digitale, streaming – Madism Remix
1. Someone You Loved (Madism Remix) – 2:37

Download digitale, streaming – Future Humans Remix
1. Someone You Loved (Future Humans Remix) – 3:09

CD
1. Someone You Loved
2. Someone You Loved (Madism Radio Mix)
3. Someone You Loved (Instrumental)
4. Voice Note from Lewis

## Formazione
- Lewis Capaldi – voce
- TMS – produzione, missaggio
- Robert Vosgien – mastering

## Successo commerciale
Someone You Loved ha raggiunto la vetta della Billboard Hot 100 nella pubblicazione del 2 novembre 2019, divenendo la prima numero di Capaldi nella Hot 100 statunitense. Nella medesima settimana ha venduto 24 000 copie pure, ha accumulato un'audience radiofonica pari a 105,6 milioni di ascoltari e 25,2 milioni di stream. Discorso analogo nel suo paese d'origine, dove si è collocato al vertice della Official Singles Chart con 65 216 unità di vendita. Di queste 53 586 sono ricavate dalle riproduzioni in streaming. In Irlanda è risultato il singolo più venduto e il più riprodotto nelle piattaforme di streaming del 2019, con 26,8 milioni di stream.
In Italia è stato il 23º singolo più trasmesso dalle radio nel 2019.

## Classifiche

### Classifiche settimanali
| Classifica (2019-23) | Posizione massima |
| -------------------- | ----------------- |
| Argentina            | 79                |
| Australia            | 4                 |
| Austria              | 8                 |
| Belgio (Fiandre)     | 2                 |
| Belgio (Vallonia)    | 2                 |
| Canada               | 1                 |
| Croazia              | 7                 |
| Danimarca            | 7                 |
| Estonia              | 14                |
| Finlandia            | 12                |
| Francia              | 20                |
| Germania             | 18                |
| Grecia               | 16                |
| Irlanda              | 1                 |
| Islanda              | 9                 |
| Italia               | 5                 |
| Lettonia             | 10                |
| Lituania             | 12                |
| Lussemburgo          | 1                 |
| Malaysia             | 1                 |
| Moldavia             | 124               |
| Norvegia             | 4                 |
| Nuova Zelanda        | 4                 |
| Paesi Bassi          | 8                 |
| Panama               | 107               |
| Perù                 | 143               |
| Polonia              | 25                |
| Portogallo           | 8                 |
| Regno Unito          | 1                 |
| Repubblica Ceca      | 5                 |
| Romania              | 11                |
| Singapore            | 4                 |
| Slovacchia           | 8                 |
| Slovenia             | 7                 |
| Spagna               | 45                |
| Stati Uniti          | 1                 |
| Sudafrica            | 35                |
| Svezia               | 6                 |
| Svizzera             | 3                 |
| Ucraina              | 19                |
| Ungheria             | 11                |

### Classifiche di fine anno
| Classifica (2019) | Posizione |
| ----------------- | --------- |
| Australia         | 5         |
| Austria           | 6         |
| Belgio (Fiandre)  | 1         |
| Belgio (Vallonia) | 3         |
| Canada            | 19        |
| Danimarca         | 6         |
| Francia           | 40        |
| Germania          | 12        |
| Irlanda           | 1         |
| Islanda           | 11        |
| Italia            | 18        |
| Lettonia          | 11        |
| Malaysia          | 2         |
| Norvegia          | 4         |
| Nuova Zelanda     | 5         |
| Paesi Bassi       | 7         |
| Portogallo        | 17        |
| Regno Unito       | 1         |
| Romania           | 74        |
| Singapore         | 5         |
| Slovenia          | 11        |
| Spagna            | 89        |
| Stati Uniti       | 27        |
| Svezia            | 7         |
| Svizzera          | 3         |
| Ungheria          | 21        |
| Classifica (2020) | Posizione |
| Australia         | 13        |
| Austria           | 32        |
| Belgio (Fiandre)  | 42        |
| Canada            | 10        |
| Danimarca         | 7         |
| Francia           | 75        |
| Germania          | 36        |
| Irlanda           | 11        |
| Islanda           | 20        |
| Italia            | 57        |
| Norvegia          | 5         |
| Nuova Zelanda     | 17        |
| Paesi Bassi       | 20        |
| Portogallo        | 40        |
| Regno Unito       | 8         |
| Romania           | 60        |
| Singapore         | 3         |
| Slovenia          | 27        |
| Spagna            | 95        |
| Stati Uniti       | 10        |
| Svezia            | 12        |
| Svizzera          | 10        |
| Ungheria          | 59        |
| Classifica (2021) | Posizione |
| Australia         | 29        |
| Brasile           | 171       |
| Danimarca         | 39        |
| Francia           | 165       |
| Irlanda           | 43        |
| Portogallo        | 61        |
| Regno Unito       | 30        |
| Svezia            | 77        |
| Svizzera          | 50        |
| Ucraina           | 57        |
| Classifica (2022) | Posizione |
| Australia         | 48        |
| Danimarca         | 84        |
| Regno Unito       | 53        |
| Ucraina           | 164       |
| Classifica (2023) | Posizione |
| Australia         | 30        |
| Danimarca         | 67        |
| Francia           | 133       |
| Islanda           | 79        |
| Paesi Bassi       | 56        |
| Portogallo        | 106       |
| Regno Unito       | 27        |
| Svizzera          | 20        |
| Classifica (2024) | Posizione |
| Australia         | 56        |
| Francia           | 134       |
| Paesi Bassi       | 77        |
| Portogallo        | 135       |
| Regno Unito       | 53        |
| Svizzera          | 32        |

### Classifiche di fine decennio
| Classifica (2010-19) | Posizione |
| -------------------- | --------- |
| Regno Unito          | 24        |